# 刈羽村立刈羽小学校

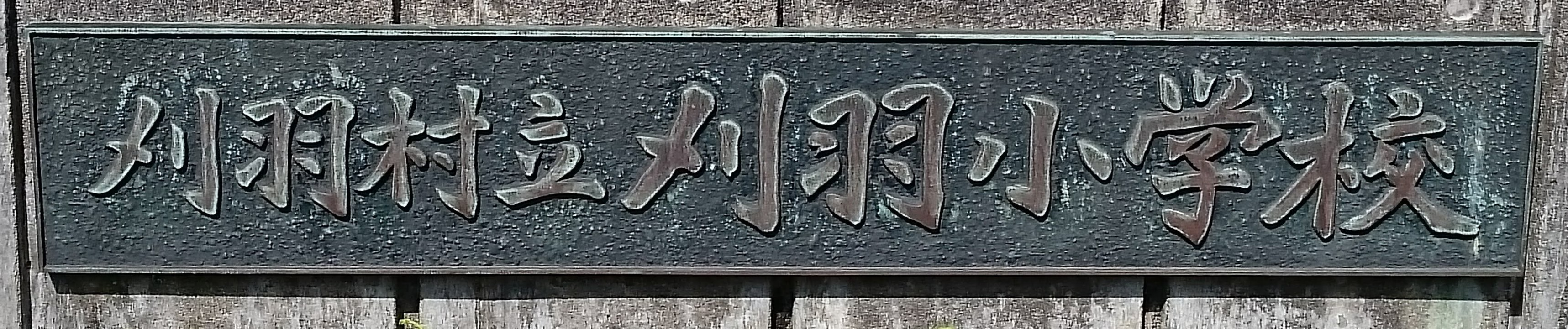
学校表示

刈羽村立刈羽小学校（かりわそんりつ かりわしょうがっこう）は、新潟県刈羽郡刈羽村に所在する村立小学校である。

## 概要
刈羽村が設置している村で唯一の小学校で、近くには柏崎刈羽原子力発電所がある。

## 沿革
- 1979年（昭和54年）
  - 4月1日 - 村立の赤田小学校・高町小学校・勝山小学校の3校が前年度で廃校になり、統合にあたって本校が新設され開校する。
  - 4月x日 - 刈羽小学校開校式挙行。
- 1980年（昭和55年）
  - 4月 - 油田分校が、本校に統合。
  - 6月 - グラウンド周り植樹祭。
- 1981年（昭和56年）6月  - プール竣工式挙行。
- 1986年（昭和61年）6月 - グラウンド全面改修。
- 1987年（昭和62年）8月 - 音楽室床張替工事
- 1988年（昭和63年）10月 - 創立10周年記念式典挙行。
- 1989年（平成元年）8月 - 女子トイレ改修。
- 1990年（平成2年）10月 - グラウンド桜植樹。
- 1991年（平成3年）8月 - ランチルーム脇道路拡幅工事。
- 1992年（平成4年）
  - 7月 - 体育館暗幕取替。
  - 10月 - 創立15周年記念音楽会開催。
- 1994年（平成6年）8月 - 1階トイレ工事。
- 1995年（平成7年）9月 - コンピュータ設置。
- 1996年（平成8年）8月 - 校舎外壁塗装工事。
- 1997年（平成9年）8月  - 教室冷暖房設置。
- 1998年（平成10年）11月 - 創立20周年記念式典挙行し、体験学習発表会開催。
- 2000年（平成12年）9月 - グラウンド改修工事。
- 2001年（平成13年）10月 - 全教室防犯ブザー設置。
- 2002年（平成14年）8月 - 校内LAN大規模改修工事。
- 2003年（平成15年）5月 - 創立25周年記念大運動会開催。
- 2004年（平成16年）10月23日 - 17時56分頃に新潟県中越地震発生。この影響により、4日間臨時休校の措置を採った。
- 2007年（平成19年） 
  - 7月x日 - グラウンド改修工事（平成20年3月31日完了）。
  - 7月16日 - 10時13分頃に新潟県中越沖地震発生。この影響により、4日間臨時休校の措置を採った。
- 2008年（平成20年）10月 - 創立30周年記念式典挙行し、音楽発表会開催。
- 2009年（平成21年）3月 - プールを新設。
- 2010年（平成22年）7月 - 新潟県中越沖地震合同追悼式6年生発表。
- 2012年（平成24年）7月 - この月から10月まで、校舎外壁塗装工事。
- 2014年（平成26年）4月 - 刈羽村コミュニティスクール学校運営協議会開始。
- 2015年（平成27年）6月 - 理科室・体育館改修工事（同年9月1日完了）。
- 2018年（平成30年）10月 - 創立40周年記念式典挙行し、音楽会開催。
- 2020年（令和2年）3月 - 新型コロナウイルス感染症予防に伴い、3月24日まで臨時休校。

## 教育目標
令和2年度から
- 元気いっぱい 笑顔いっぱい 刈羽小

## 交通・アクセス方法
- JR東日本越後線刈羽駅から、
  - 徒歩約1.3km[1]・約16分[1]。
  - かりわむらコミュニティバス「ぴーちゃん」[2]で5分、「刈羽村役場前」バス停下車後、徒歩（ただし、登校時間帯は「役場前」バス停は非経由）。
- 越後交通810系統・811系統「長岡駅 - 柏崎駅（西山・日赤病院(811系統のみ)経由）」線で、「刈羽」バス停から、徒歩約430m・約7分（直線距離は近いが、道路の関係で、やや遠回りとなる）。

## 周辺
- 第二体育館 - 敷地が隣接。
- 刈羽村役場 - 刈羽村道をはさんで、敷地が隣接。
- 刈羽村立図書館ラピカ
- 刈羽村立かりわ保育園 - 進級前保育園
- 刈羽郵便局
- 国道116号
- 刈羽村立刈羽中学校 - 国道116号をはさんだ対角線上に位置する。